# یوهان پتر هبل
یوهان پتر هبل (آلمانی: Johann Peter Hebel؛ ۱۰ مهٔ ۱۷۶۰ – ۲۲ سپتامبر ۱۸۲۶) یک شاعر اهل آلمان بود.